# Josep Casajuana i Pladellorens
Josep Casajuana i Pladellorens (Terrassa, 13 de gener de 1949) és un polític català, diputat al Parlament de Catalunya en la vi, vii i viii legislatures.

## Biografia
Es llicencià en Història per la Universitat de Barcelona. A les acaballes del franquisme va col·laborar en la refundació de la UGT de Catalunya, el 1974 s'afilià al Reagrupament Socialista i Democràtic de Catalunya i el 1978 participà en la fundació del Partit dels Socialistes de Catalunya.
A les eleccions municipals espanyoles de 1979 fou escollit regidor de l'ajuntament de Terrassa, càrrec que ha ocupat fins a 1995, i fou president del Consell Esportiu del Vallès Occidental. També va ser diputat pel PSC-Ciutadans pel Canvi a les eleccions al Parlament de Catalunya de 1999, 2003 i 2006. El 2006 fou nomenat representant institucional de relacions amb el territori del Consell Català de l'Esport.